# Genética conductual
La genética conductual, también conocida como genética del comportamiento, es una disciplina que estudia el rol de influencias ambientales y genéticas, así como su interrelación, sobre el comportamiento, con subespecialidades enfocadas en la genética conductual de humanos y animales. Además de emplear metodologías para entender la naturaleza y los orígenes de las diferencias individuales del comportamiento, el campo de la genética conductual es altamente interdisciplinario y a él contribuyen conocimientos de biología, neurociencia, genética, epigenética, etología, psicología y estadística. Adicionalmente, la genética conductual es asociada con el debate entre "naturaleza y crianza".
Los genetistas conductuales estudian la herencia de rasgos y desórdenes del comportamiento. En los humanos, aquella información es frecuentemente recolectada por medio de investigaciones de familia y de asociación genética, incluyendo los estudios sobre gemelos y adopción. En cambio, para los animales, las técnicas comunes son las de reproducción, transgénesis, y bloqueo de genes.
Dentro de la genética conductual existen subcampos relacionados entre sí, los cuales son la genética psiquiátrica, la investigación epigenética en el comportamiento, y la investigación genética en la neurociencia.